# Centro de Fotografía de Queensland
El Centro de Fotografía de Queensland, conocido como QCP, es una institución y museo de fotografía en Australia.
El centro estaba situado en el número 33 de Oxford Street en el barrio de Bulimba y se trasladó al barrio de South Bank en Brisbane, en el estado de Queensland.
Realiza exposiciones y muestras de fotografía de artistas contemporáneos del estado de Queensland, australianos e internacionales. Además realiza publicaciones sobre fotografía y tiene fines educativos. También organiza el Festival de Fotografía de Queensland (Queensland Festival of Photography).